# Église Notre-Dame-du-Salut de Dadar
L’église Notre-Dame-du-Salut (en anglais : Church of our Lady of Salvation), localement connue comme Portuguese Church, est un édifice religieux catholique sis à Dadar, dans les faubourgs septentrionaux de Bombay (Mumbai), en Inde.  Un premier édifice construit en 1512 par les Franciscains portugais est remplacé depuis 1974 par une église moderne, dont l’architecte en fut Charles Correa.

## Histoire
D’après les historiens cette église - la plus ancienne de Bombay - fut édifiée vers 1512 par les Franciscains portugais.  Elle s’appelait déjà ‘Notre-Dame du Salut’ (‘Igreja da Nossa Senhora da Salvação’). En 1651 elle fut reconstruite en plus grand. Des modifications furent faites plusieurs fois par après.  La présence d’un couvent franciscain est certifiée de 1675 à 1710. En 1710 le couvent était « spacieux mais délabré » Les Franciscain desservent l’église jusqu’en 1720.  Ils doivent alors quitter Bombay qui est passée sous le contrôle des Anglais. 

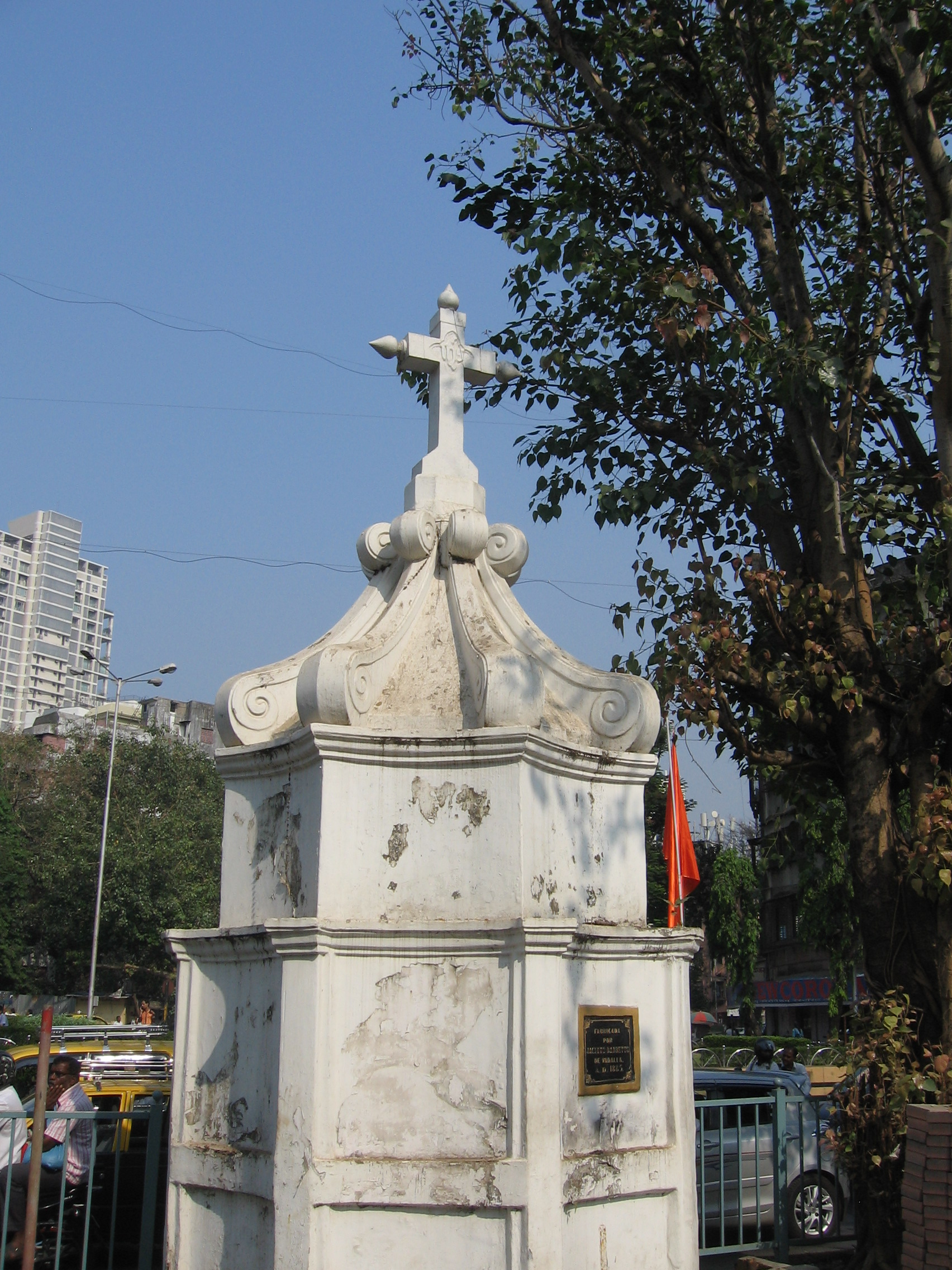
Croix publique se trouvant près de l'église (anciennement associée à la 'Portuguese church')

L’église reste cependant sous la juridiction de Padroado portugais jusqu’en 1794.  Lorsque la soi-disant ‘double juridiction’ (‘Padroado’ ou 'Propaganda Fide’) fut instaurée à Bombay l’église reste sous la juridiction de l’archidiocèse de Goa (‘Padroado’). Malgré la demande des paroissiens, exprimée plusieurs fois à l’administration anglaise elle reste dépendante du Diocèse de Daman) jusqu’à la fin du système de ‘patronage portugais’ (1928).  La paroisse est alors intégrée à l’archidiocèse de Bombay.
En 1902, l’église avait été réparée. Puis reconstruite en 1914. En 1935, une salle paroissiale est construite et des travaux sont entamés pour y ajouter un grand porche et une terrasse. Le nombre d’habitants dans le quartier augmente rapidement et nombre d’entre eux sont catholiques.  De plus en plus Dadar fait partie de Bombay. En 1904 déjà la paroisse avait été divisée pour ériger celle de Basse-Parel. Ensuite, durant la Seconde Guerre mondiale et après : Notre-Dame des Douleurs à Vadala (1941); Saint-Paul à Dadar-Est (1941); Notre-Dame de Fatima à Sewri (1959); Sacré-Cœur à Worli (1961).
En 1974 le projet d’une toute nouvelle église est mis en chantier. L’architecte indien bien connu, Charles Correa en dessine les plans. Le nouvel édifice est résolument moderne et différent. Les tours de l’ancienne église, le jubé de la chorale, le toit descendant et la façade ornée sont remplacés par des dômes coniques reliant le sanctuaire (avec son autel), la nef (et allée centrale), le baptistère (fonts baptismaux) et l’oratoire (sanctuaire).  Le béton des murs extérieurs reste à découvert.  
Des artistes de renom sont mis à contribution: M.F. Hussein exécute un tableau sur verre pour le plafond central, divisant le verre en plusieurs segments pour créer un effet de vitraux.  Il y peint le récit évangélique des ‘cinq pains et deux poissons’, et la mort et la résurrection du Christ. Une autre artiste Anjolie Ela Menon (en) crée un tableau représentant le Christ en croix pour une chapelle latérale de l’église utilisée comme oratoire. Aux côtés du Christ crucifié se trouvent Marie, sa mère, et saint Jean, son disciple. Ève et Adam, aux deux côtés de l’autel sont également ses œuvres. 
Comme d’autres églises modernes, le bâtiment inclut également des locaux servant aux activités de la paroisse, dont un centre médical et autres lieux de réunions pour groupes associés à la paroisse.
Par la consécration de l'autel (2 février 1977) la nouvelle église fut ouverte au culte par Mgr Valerian Gracias, archevêque de Bombay. 